# Oecetis acuta
Oecetis acuta is een schietmot uit de familie Leptoceridae. De soort komt voor in het Afrotropisch gebied.